# Daniele Del Giudice
Daniele Del Giudice, född 11 januari 1949 i Rom, död 2 september 2021 i Venedig, var en italiensk författare och föreläsare.
Giudice var född i Rom men levde senare i Venedig. Han debuterade med romanen Lo stadio di Wimbledon, 1983. Han var i början av 1970-talet knuten till den alternativa teatermiljön kring Nuova scena, grundad av Dario Fo.